# Wydział Fizyki Uniwersytetu Warszawskiego
Wydział Fizyki Uniwersytetu Warszawskiego (FUW) – wydział Uniwersytetu Warszawskiego prowadzący badania naukowe i kształcący (studia I, II i III stopnia) w dziedzinach:
- fizyka,
- astronomia,
- zastosowania fizyki w biologii i medycynie,
- nanoinżynieria (kierunek prowadzony wspólnie z Wydziałem Chemii),
- energetyka i chemia jądrowa (kierunek prowadzony wspólnie z Wydziałem Chemii),
- geofizyka w geologii (kierunek prowadzony wspólnie z Wydziałem Geologii)[1].

W 1997 roku Wydział Fizyki został animatorem Warszawskiego Festiwalu Nauki.
W 2013 roku Wydział zdobył status Historycznego Miejsca Europejskiego Towarzystwa Fizycznego – tytuł ten nadawany jest miejscom szczególnie ważnym dla rozwoju europejskiej fizyki.

## Struktura

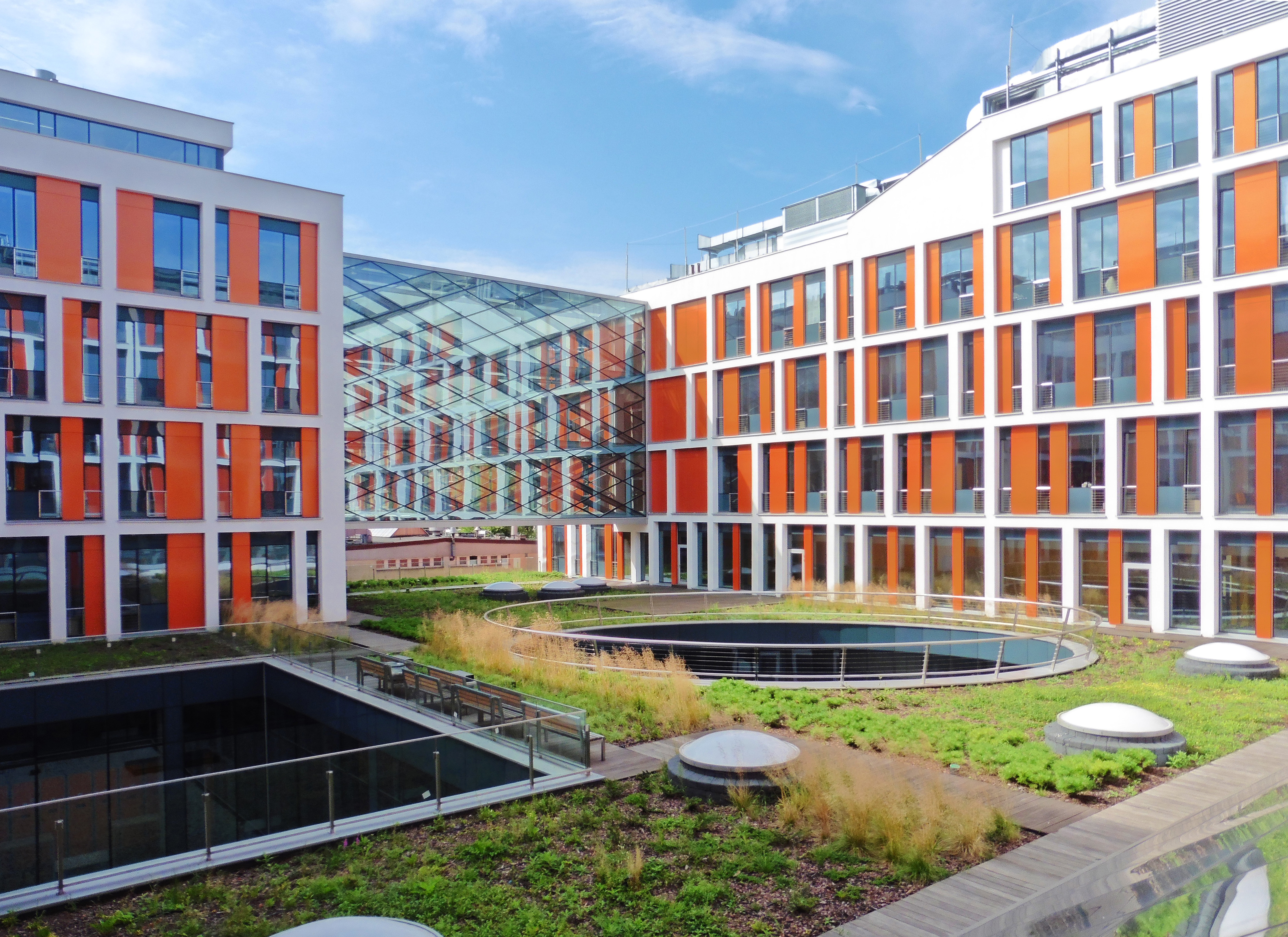
Budynek Wydziału, dziedziniec wewnętrzny

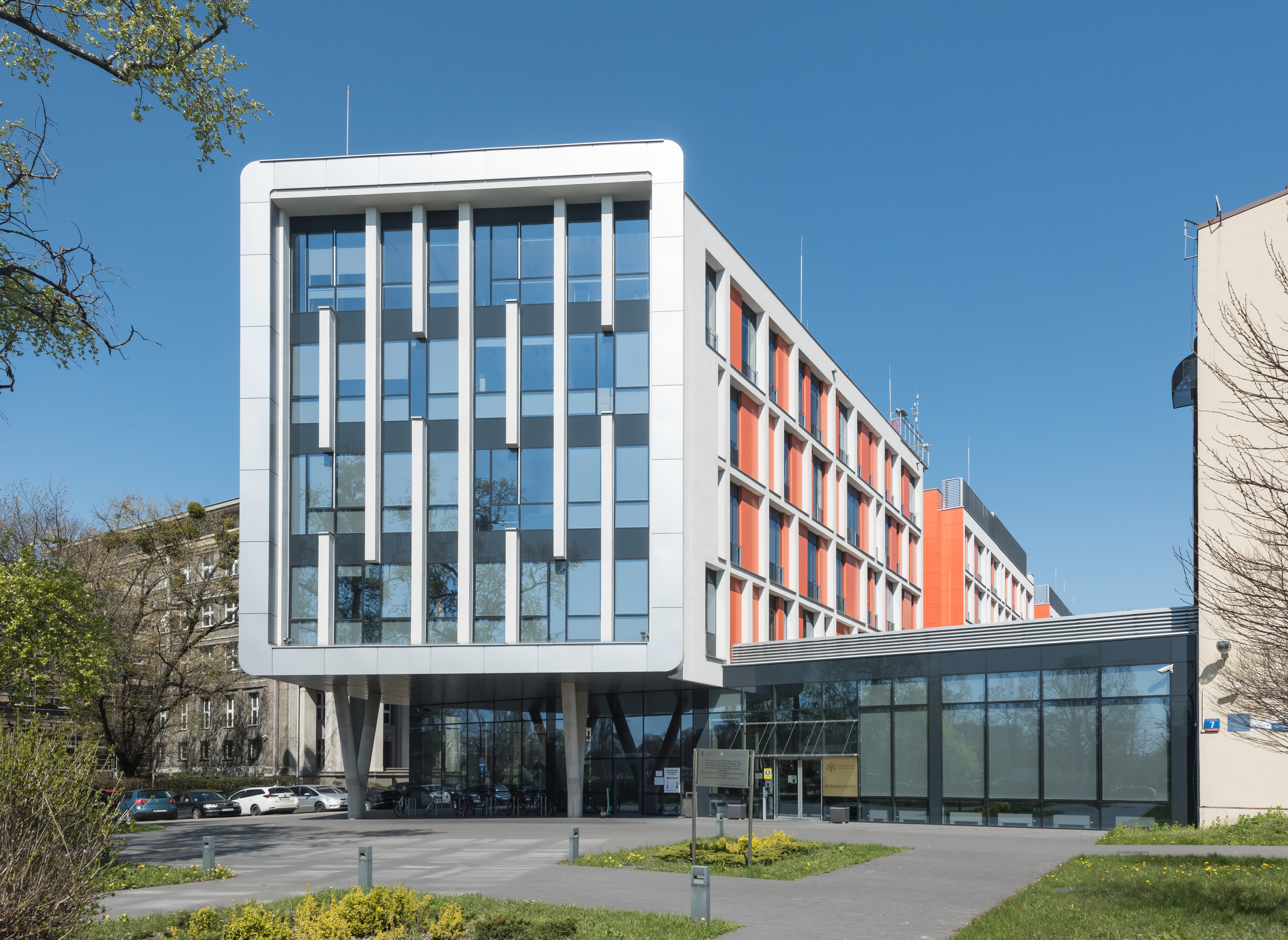
Budynek Wydziału, skrzydło południowo-wschodnie widziane od ulicy Banacha

Wydział składa się z następujących jednostek:

### Instytut Fizyki Doświadczalnej (IFD)
- Zakład Biofizyki,
- Zakład Cząstek i Oddziaływań Fundamentalnych,
- Zakład Fizyki Biomedycznej,
- Zakład Fizyki Ciała Stałego,
- Zakład Fizyki Jądrowej,
- Zakład Optyki,
- Zakład Struktury Materii Skondensowanej.

### Instytut Fizyki Teoretycznej (IFT)
- Katedra Fizyki Materii Skondensowanej,
- Katedra Modelowania Układów Złożonych,
- Katedra Optyki Kwantowej i Fizyki Atomowej,
- Katedra Teorii Cząstek i Oddziaływań Elementarnych,
- Katedra Teorii Oddziaływań Silnych i Elektrosłabych,
- Katedra Teorii Względności i Grawitacji,
- Pracownia Fizyki Komputerowej.

### Instytut Geofizyki (IGF)
- Zakład Fizyki Atmosfery,
- Zakład Fizyki Litosfery,
- Zakład Optyki Informacyjnej.

### Obserwatorium Astronomiczne
- Zakład Astronomii Pozagalaktycznej,
- Zakład Astrofizyki Teoretycznej,
- Katedra Astrofizyki Obserwacyjnej,
- Pracownia Instumentalno-Dydaktyczna w Ostrowiku.

## Władze
- Dziekan – prof. dr hab. Dariusz Wasik,
- Prodziekan ds. finansowych – prof. dr hab. Adam Babiński,
- Prodziekan ds. badań naukowych i rozwoju – prof. dr hab. Wojciech Satuła,
- Prodziekan ds. studenckich – dr hab. Krzysztof Turzyński[4].

## Historia

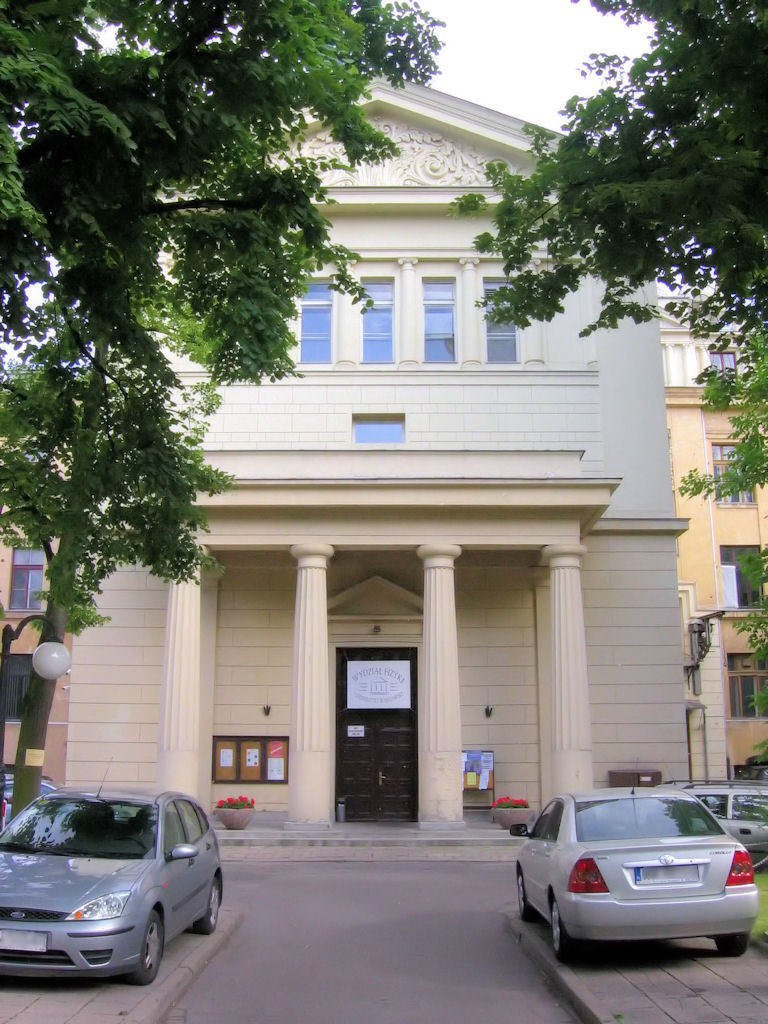
Historyczna siedziba Wydziału ul. Hoża 69

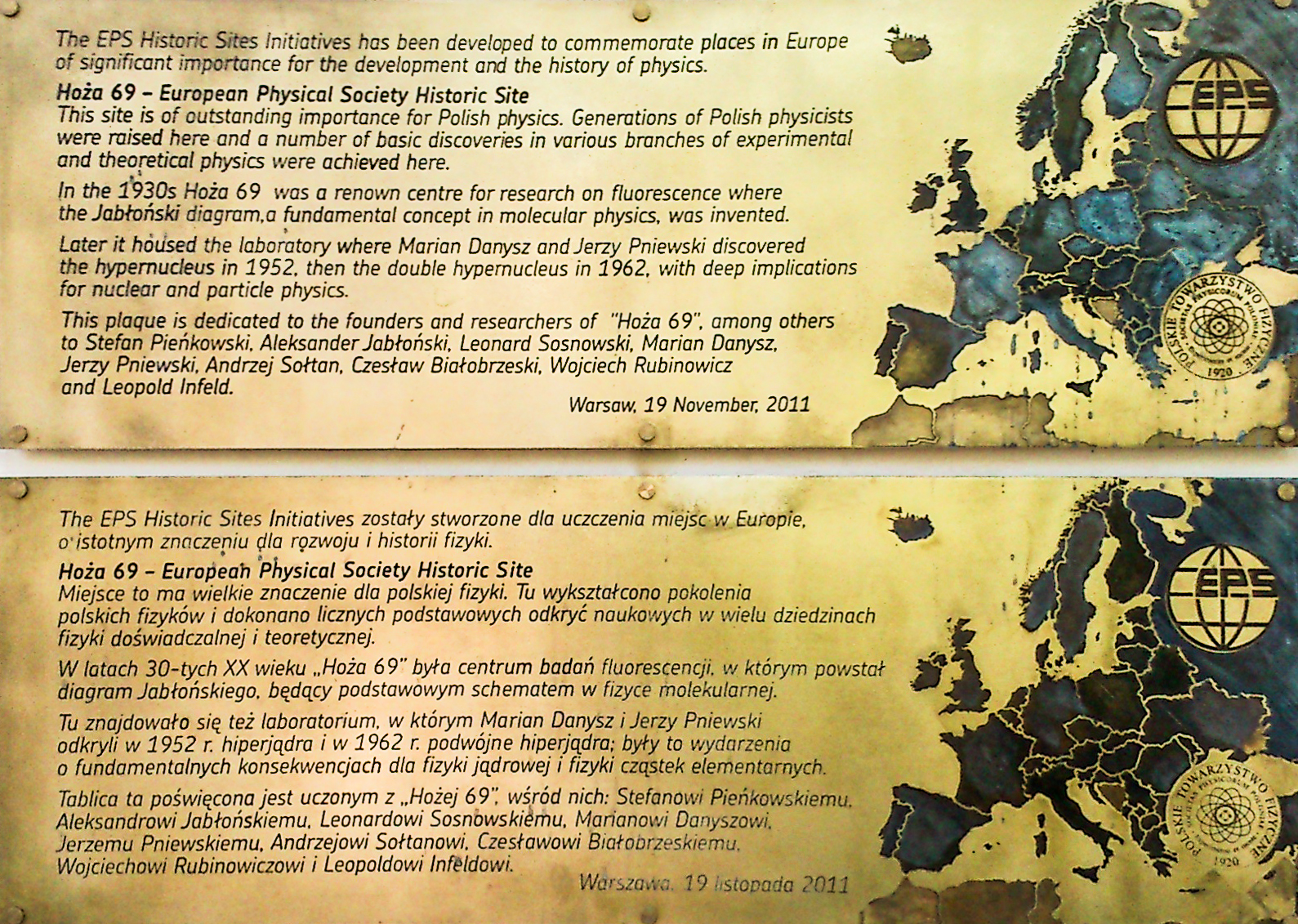
Tablica na budynku przy ul. Hożej 69

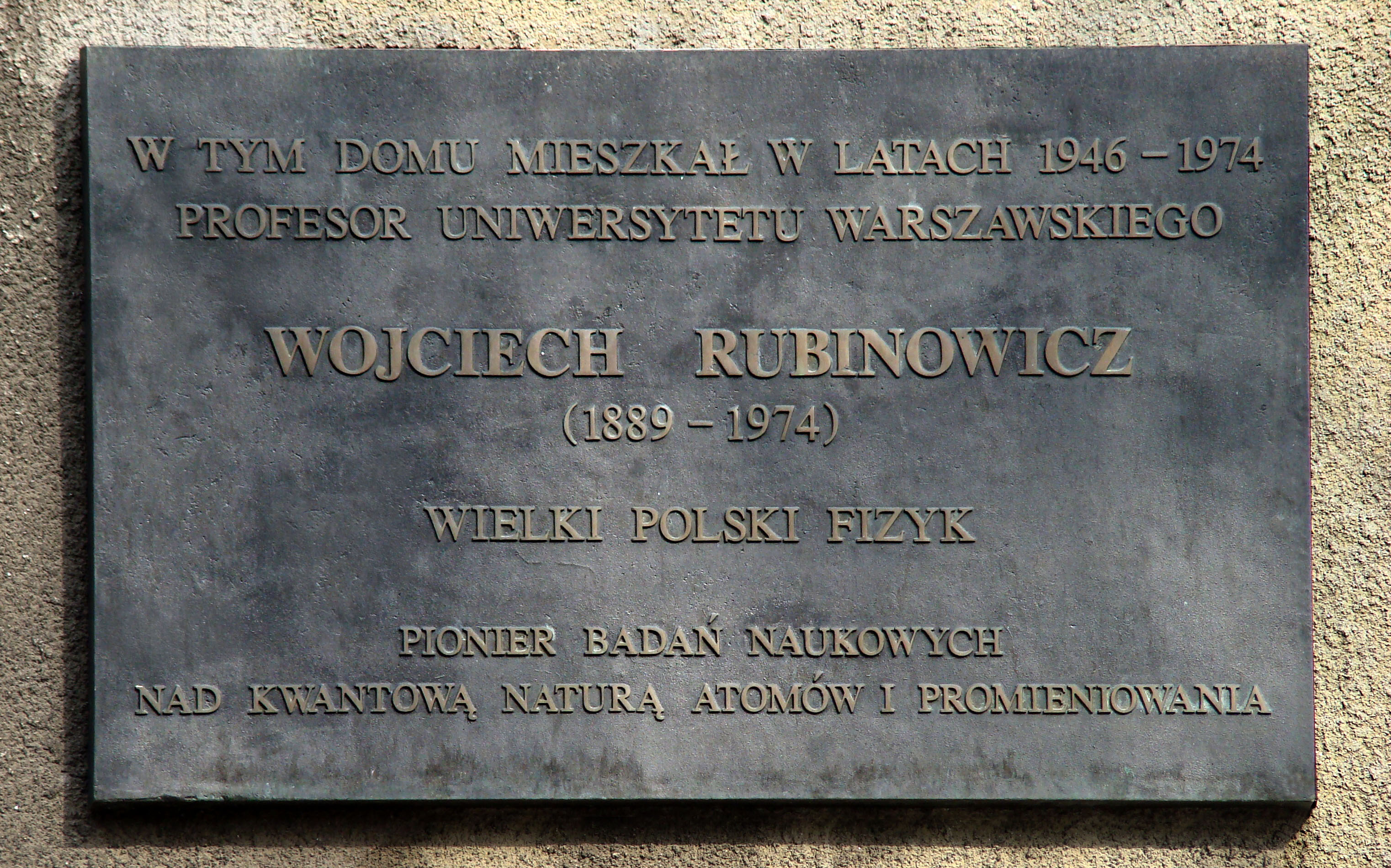
Tablica na budynku przy ul. Hożej 74, dawnej siedzibie KMMF

### Ewolucja
Fizyka i astronomia były uprawiane na Uniwersytecie Warszawskim już od czasu utworzenia go w 1816 roku. Mieściły się organizacyjnie w ramach różnych wydziałów:
- do 1926 roku – Wydziału Filozoficznego,
- do 1949 roku – Wydziału Matematyczno-Przyrodniczego,
- przez następne trzy lata – Wydziału Matematyki, Fizyki i Chemii,
- przez kolejne 16 lat – Wydziału Matematyki i Fizyki,
- w 1969 roku powstał samodzielny Wydział Fizyki[5].

Od 1921 Zakład Fizyki Doświadczalnej, a później kolejne jednostki, które tworzył, miał siedzibę w budynku Hoża 69. W 2014 r. zasadnicza część wydziału przeniosła się na Kampus Ochota.

### Nagrody dla pracowników wydziału
Pracownicy FUW – i poprzedzających go jednostek związanych z fizyką i astronomią – zdobywali najwyższe polskie nagrody przyznawane w tych dziedzinach. Przykładem jest ośmiokrotna Nagroda Fundacji na rzecz Nauki Polskiej („polski Nobel”) – najpierw w obszarze nauk ścisłych (1992–2010), a potem nauk matematyczno-fizycznych i inżynierskich (od 2011):

- 1993: Stanisław Woronowicz,
- 2002: Andrzej Udalski,
- 2003: Marek Pfützner,
- 2006: Tomasz Dietl,
- 2014: Iwo Białynicki-Birula,
- 2017: Andrzej Trautman,
- 2018: Krzysztof Pachucki,
- 2020: Krzysztof M. Górski.

Kadry Wydziału Fizyki zdobywały też kilkunastokrotnie Medal Mariana Smoluchowskiego – najwyższe odznaczenie przyznawane przez Polskie Towarzystwo Fizyczne:

- 1965: Wojciech Rubinowicz,
- 1969: Jerzy Pniewski i Marian Danysz,
- 1972: Leonard Sosnowski,
- 1976: Arkadiusz Piekara,
- 1986: Andrzej Trautman,
- 1987: Wojciech Królikowski,
- 1989: Zdzisław Szymański,
- 1999: Andrzej Kajetan Wróblewski,
- 2002: David Shugar,
- 2003–2004: Stefan Pokorski,
- 2005: Jan Żylicz,
- 2010: Tomasz Dietl,
- 2021: Iwo Białynicki-Birula.

Trzech pracowników FUW – Andrzej Trautman, Tomasz Dietl i Iwo Białynicki-Birula – otrzymało obie powyższe nagrody.
Kadry Wydziału – konkretniej KMMF – zdobywały też najwyższe polskie wyróżnienia matematyczne:
- 1960: Nagroda Główna PTM im. Stefana Banacha (Krzysztof Maurin),
- 2009: Medal im. Stefana Banacha od Prezydium PAN (Stanisław Woronowicz).

### Stanowiska pracowników
Pracownicy Wydziału zostawali też prezesami PTF:

- Stefan Pieńkowski (1923–1930, 1938, 1947–1949),
- Czesław Białobrzeski (1934–1938),
- Wojciech Rubinowicz (1949–1952, 1961–1974)
- Andrzej Sołtan (1952–1955),
- Leopold Infeld (1955–1957),
- Zdzisław Wilhelmi (1974–1981),
- Tadeusz Skaliński (1981–1987),
- Janusz Zakrzewski (1987–1991),
- Stefan Pokorski (1991–1993),
- Katarzyna Chałasińska-Macukow (2014–2017).

Co najmniej troje naukowców związanych z UW – w tym FUW – zostawało prezesami Polskiego Towarzystwa Astronomicznego:
- Włodzimierz Zonn (1952–1956 i 1963–1975),
- Stefan Piotrowski (1956–1959),
- Bożena Czerny (2011–2013).

Fizycy na Uniwersytecie Warszawskim mieli też wkład w jego organizację; pięcioro z nich zostawało rektorami UW:
- Józef Karol Skrodzki (1831),
- Stefan Pieńkowski (1925–1926, 1933–1936, 1945–1947),
- Grzegorz Białkowski (1985–1989),
- Andrzej Kajetan Wróblewski (1989–1993),
- Katarzyna Chałasińska-Macukow (2005–2012).

### Inne wydarzenia
Wydział Fizyki odegrał też rolę w rozwoju informatyki i internetu w Polsce. Pierwszy e-mail w Polsce został wysłany z Wydziału Fizyki 17 sierpnia 1991 roku. Pierwszy polski serwer WWW zaczął funkcjonować w 1993 roku na Wydziale Fizyki (kopię strony można zobaczyć tutaj).

## Osoby związane z Wydziałem Fizyki UW
Pracownicy
- Grzegorz Białkowski
- Czesław Białobrzeski
- Iwo Białynicki-Birula
- Katarzyna Chałasińska-Macukow
- Leszek Czechowski
- Marian Danysz
- Tomasz Dietl
- Jacek Dobaczewski
- Andrzej Dragan
- Waldemar Gorzkowski
- Marek Grad
- Andrzej Hennel
- Leopold Infeld
- Jacek Karpiński
- Jerzy Lewandowski (fizyk)
- Szymon Malinowski
- Krzysztof Markowicz
- Krzysztof Maurin
- Krzysztof Meissner
- Hanna Pawłowska
- Arkadiusz Piekara
- Stefan Pieńkowski
- Jerzy Plebański
- Jerzy Pniewski
- Stefan Pokorski
- Wojciech Rubinowicz
- Teresa Rząca-Urban
- Andrzej Sołtan
- Ryszard Sosnowski
- Andrzej Trautman
- Zdzisław Wilhelmi
- Stanisław Woronowicz
- Andrzej Kajetan Wróblewski
- Andrzej Wysmołek

Studenci i absolwenci (wyjąwszy późniejszych pracowników)
- Ludwik Dobrzyński
- Jan Tomasz Gross
- DJ 600V (Sebastian Imbierowicz)
- Tomasz Konecki
- Andrzej Kurek
- Maciej Lewenstein
- Bohdan Paczyński
- Henryk Wujec
- Krzysztof Zanussi

## Galeria

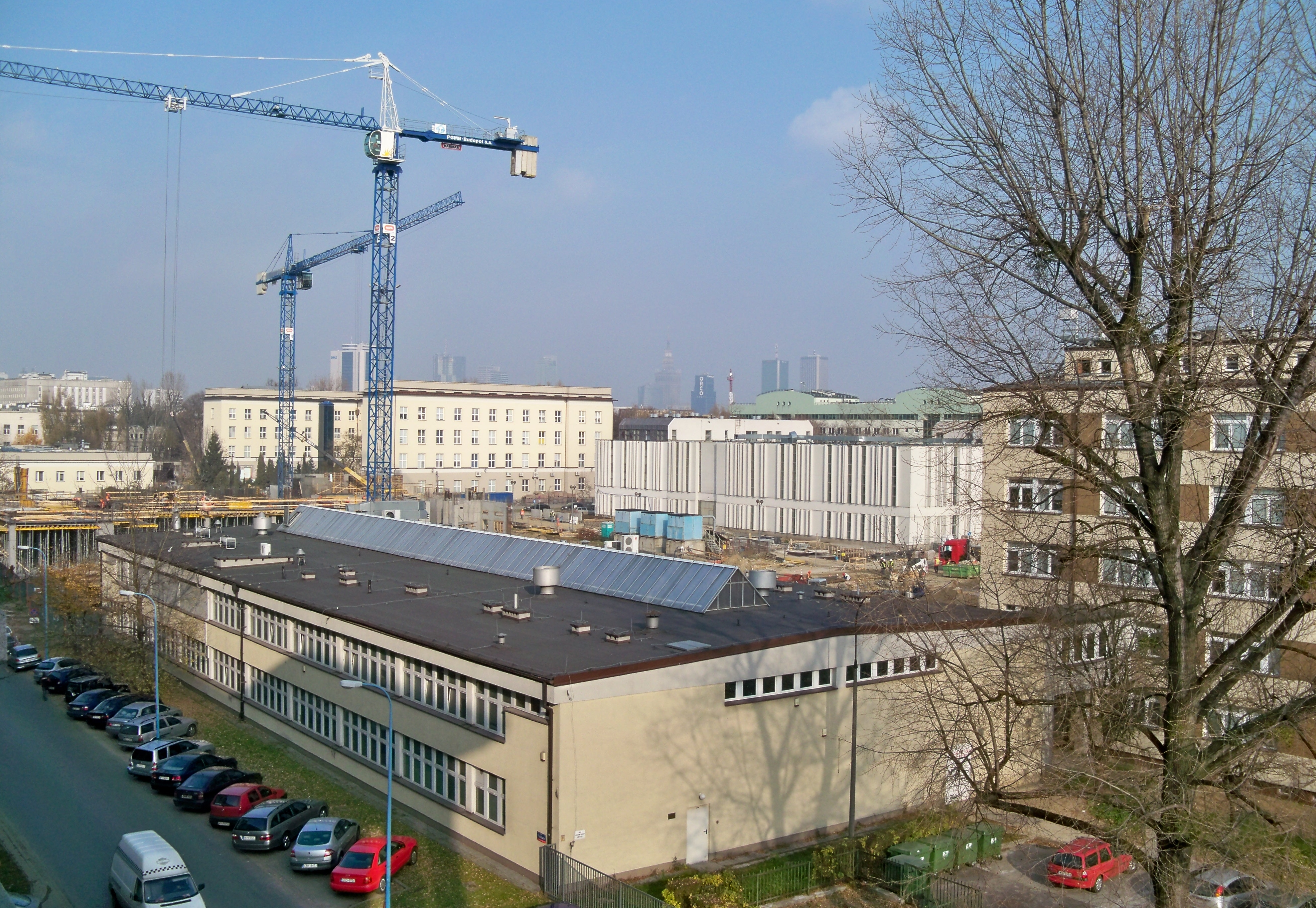
Kompleks budynków przy ul. Pasteura: budowa Centrum Nowych Technologii II (CeNT II) UW, po prawej Środowiskowe Laboratorium Ciężkich Jonów UW, na pierwszym planie nieistniejąca już hala maszyn przy Instytucie Geofizyki UW (po prawej za drzewem)
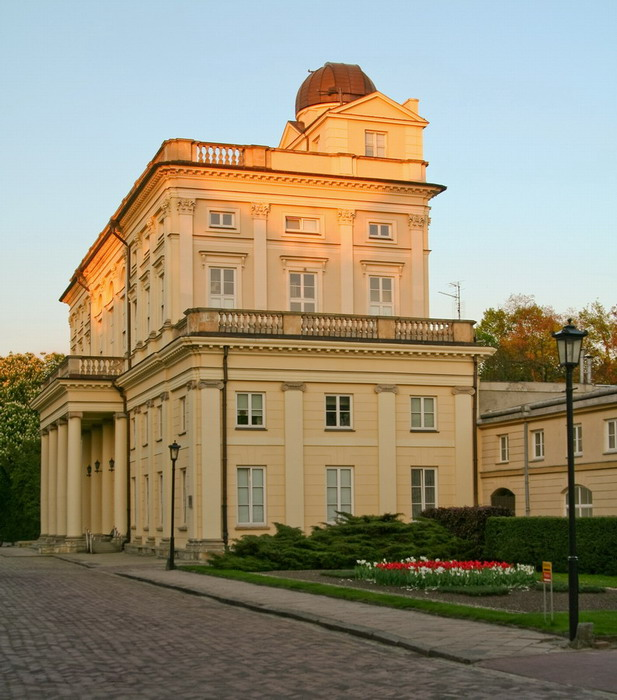
Siedziba Obserwatorium Astronomicznego w Alejach Ujazdowskich w Warszawie
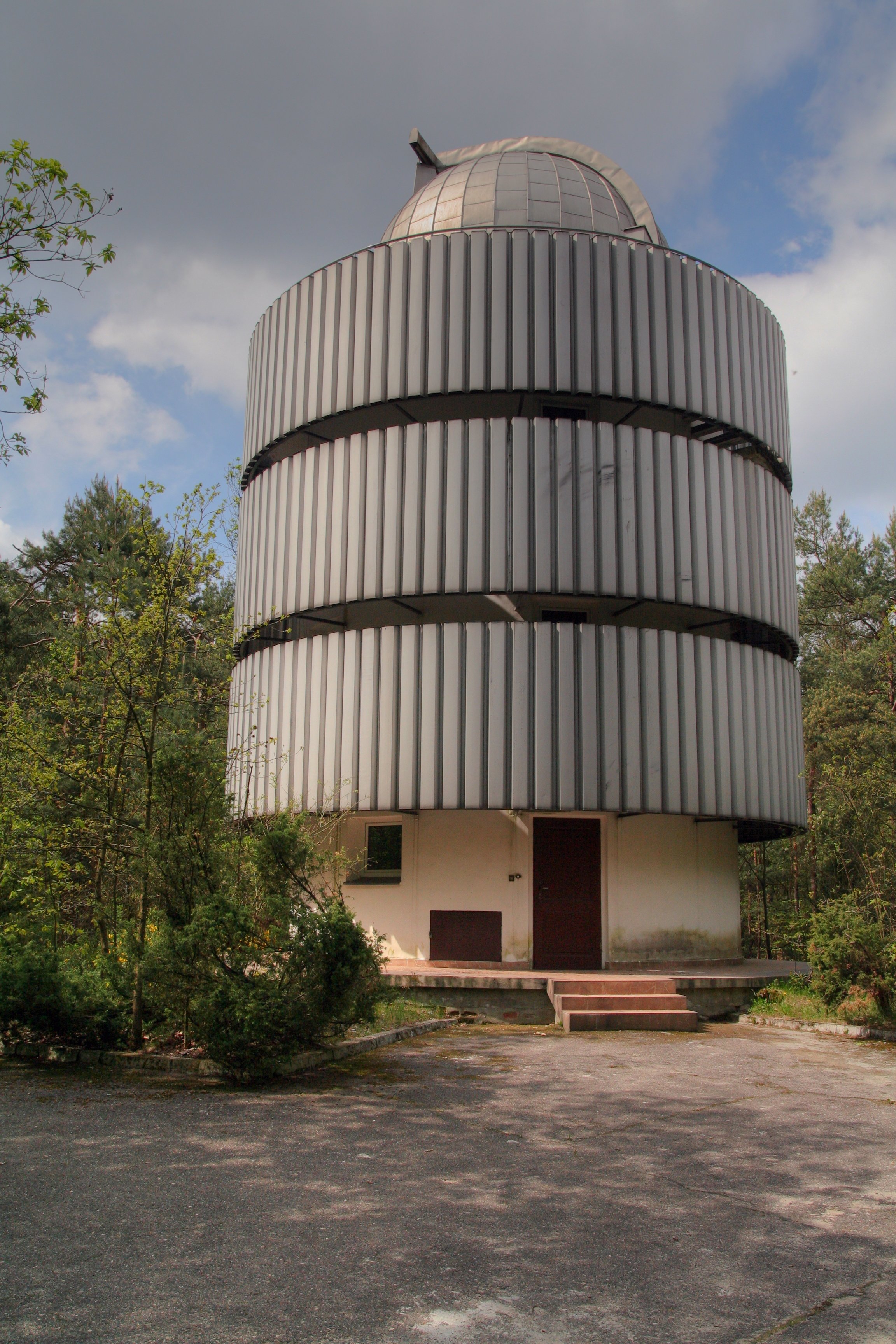
Obserwatorium Astronomiczne w Ostrowiku koło Otwocka
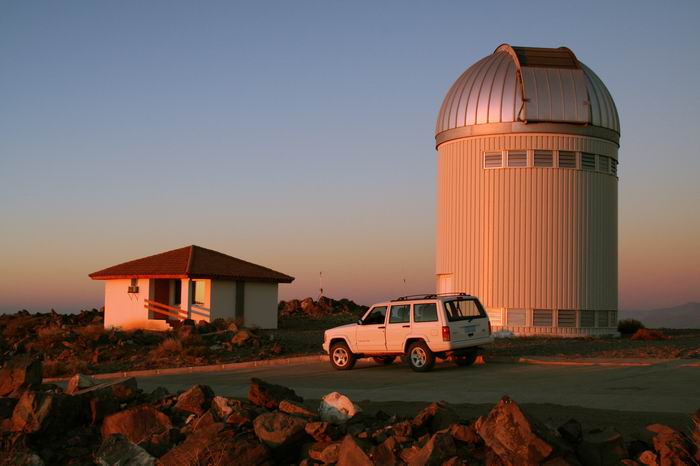
Obserwatorium UW Las Campanas Observatory w Chile